# Filippo di Borbone-Vendôme
Filippo di Vendôme, detto Il Priore di Vendôme (Parigi, 23 agosto 1655 – Parigi, 24 gennaio 1727), è stato il 7º e ultimo duca di Vendôme.

## Biografia

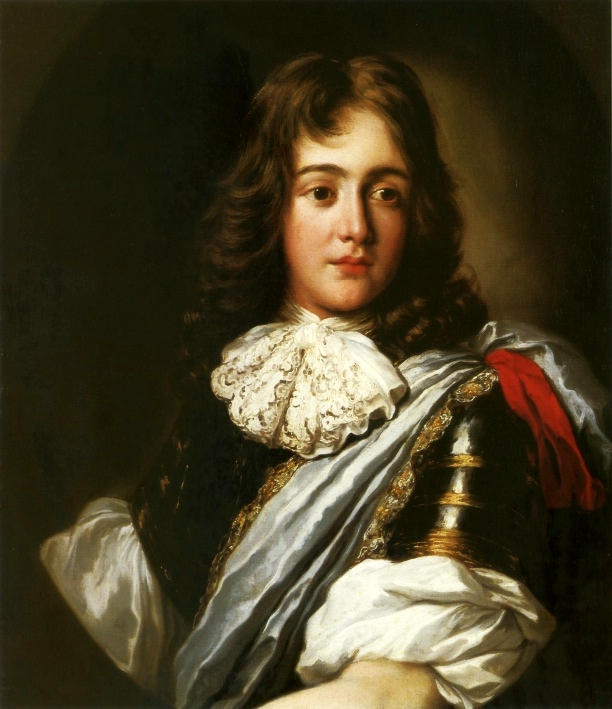
Il giovane duca di Vendôme

Figlio di Luigi di Borbone-Vendôme (1612-1669) e di Laura Mancini (1636-1657), nipote del cardinale Mazzarino, divenne duca di Vendôme alla morte del fratello Luigi Giuseppe di Borbone-Vendôme (1654-1712), sposato ma deceduto senza figli.
All'età di sette anni gli fu conferita l'Abbazia della Trinità di Vendôme, la quale non fu che la prima di 42 abbazie e 10 commenderie, senza che lui vi avesse mai soggiornato. Tutto questo non gli impedì di dedicarsi alla carriera militare, cosa che peraltro fece con risultati piuttosto modesti (specie se confrontati con quelli del fratello maggiore), combattendo in Olanda ed in Alsazia, divenendo maresciallo di campo nel 1691, tenente generale nel 1693 e prendendo parte alle campagne militari in Italia ed in Catalogna nel 1705.
Divenne poi Priore della Lingua di Francia nell'Ordine Militare dei Cavalieri di Malta nel 1678. Tuttavia l'appartenenza all'Ordine fu per Filippo la causa della perdita delle proprietà che gli derivarono per diritto di successione alla morte del fratello. Luigi XIV infatti, con il pretesto che ai Cavalieri dell'Ordine era vietato possedere beni, alla morte di Luigi Giuseppe di Borbone-Vendôme acquisì alla corona di Francia tutte le sue proprietà ed a Filippo non rimasero che i titoli nobiliari. Con Filippo perciò la dinastia dei Borbone-Vendôme si estinse.

## Ascendenza
|                            |               |                            | Genitori                            |  |  | Nonni |  |  | Bisnonni             |  |  | Trisnonni                  |  |
|                            |               |                            |                                     |  |  |       |  |  | Enrico IV di Francia |  |  | Antonio di Borbone-Vendôme |  |
|                            |               |                            |                                     |  |  |       |  |  | Enrico IV di Francia |  |  | Antonio di Borbone-Vendôme |  |
|                            |               | Giovanna III di Navarra    |                                     |  |  |       |  |  | Enrico IV di Francia |  |  |                            |  |
| Cesare di Borbone-Vendôme  |               |                            |                                     |  |  |       |  |  | Enrico IV di Francia |  |  |                            |  |
|                            |               | Gabrielle d'Estrées        | Antoine d'Estrées                   |  |  |       |  |  |                      |  |  |                            |  |
|                            |               | Gabrielle d'Estrées        | Antoine d'Estrées                   |  |  |       |  |  |                      |  |  |                            |  |
|                            |               | Gabrielle d'Estrées        | Françoise Babou de La Bourdaisière  |  |  |       |  |  |                      |  |  |                            |  |
| Luigi di Borbone-Vendôme   |               | Gabrielle d'Estrées        |                                     |  |  |       |  |  |                      |  |  |                            |  |
|                            |               | Filippo Emanuele di Lorena | Nicola di Lorena                    |  |  |       |  |  |                      |  |  |                            |  |
|                            |               | Filippo Emanuele di Lorena | Nicola di Lorena                    |  |  |       |  |  |                      |  |  |                            |  |
|                            |               | Filippo Emanuele di Lorena | Giovanna di Savoia-Nemours          |  |  |       |  |  |                      |  |  |                            |  |
| Francesca di Lorena        |               | Filippo Emanuele di Lorena |                                     |  |  |       |  |  |                      |  |  |                            |  |
|                            |               | Maria del Lussemburgo      | Sebastiano di Lussemburgo-Martigues |  |  |       |  |  |                      |  |  |                            |  |
|                            |               | Maria del Lussemburgo      | Sebastiano di Lussemburgo-Martigues |  |  |       |  |  |                      |  |  |                            |  |
|                            |               | Maria del Lussemburgo      | Marie de Beaucaire                  |  |  |       |  |  |                      |  |  |                            |  |
| Filippo di Borbone-Vendôme |               | Maria del Lussemburgo      |                                     |  |  |       |  |  |                      |  |  |                            |  |
|                            | Paolo Mancini | Lorenzo Mancini            |                                     |  |  |       |  |  |                      |  |  |                            |  |
|                            | Paolo Mancini | Lorenzo Mancini            |                                     |  |  |       |  |  |                      |  |  |                            |  |
|                            | Paolo Mancini | Olimpia Massimo            |                                     |  |  |       |  |  |                      |  |  |                            |  |
| Michele Lorenzo Mancini    | Paolo Mancini |                            |                                     |  |  |       |  |  |                      |  |  |                            |  |
|                            |               | Vittoria Capocci           | Vincenzo Capocci                    |  |  |       |  |  |                      |  |  |                            |  |
|                            |               | Vittoria Capocci           | Vincenzo Capocci                    |  |  |       |  |  |                      |  |  |                            |  |
|                            |               | Vittoria Capocci           | Lucrezia Glorieri                   |  |  |       |  |  |                      |  |  |                            |  |
| Laura Mancini              |               | Vittoria Capocci           |                                     |  |  |       |  |  |                      |  |  |                            |  |
|                            |               | Pietro Mazzarino           | Girolamo Mazzarino                  |  |  |       |  |  |                      |  |  |                            |  |
|                            |               | Pietro Mazzarino           | Girolamo Mazzarino                  |  |  |       |  |  |                      |  |  |                            |  |
|                            |               | Pietro Mazzarino           | Margherita de Franchis-Passavera    |  |  |       |  |  |                      |  |  |                            |  |
| Girolama Mazzarini         |               | Pietro Mazzarino           |                                     |  |  |       |  |  |                      |  |  |                            |  |
|                            |               | Ortensia Bufalini          | Ottavio Bufalini                    |  |  |       |  |  |                      |  |  |                            |  |
|                            |               | Ortensia Bufalini          | Ottavio Bufalini                    |  |  |       |  |  |                      |  |  |                            |  |
|                            |               | Ortensia Bufalini          | Francesca Belloni                   |  |  |       |  |  |                      |  |  |                            |  |
|                            |               | Ortensia Bufalini          |                                     |  |  |       |  |  |                      |  |  |                            |  |